# 28
28 (XXVIII) a fost un an bisect al calendarului iulian, care a început într-o zi de sâmbătă.

## Nașteri
- 15 iunie: Ming di împărat (d. 75)